# La Philosophie de Nietzsche
La Philosophie de Nietzsche est un ouvrage du philosophe allemand Eugen Fink édité en 1960 traduit et publié, pour la première fois en France en 1965. Dans cet ouvrage Eugen Fink repense Nietzsche à partir de toute la tradition philosophique et en direction d'une pensée neuve et méta-philosophique. Hegel, Marx, Husserl et Heidegger accompagnent discrètement cette tentative d'interprétation ouvrante.
Remontant jusqu'à la pensée poétique d'Héraclite et anticipant le proche et le lointain avenir, Fink fait surgir l'intuition centrale du penseur de la mort de Dieu et de la volonté de puissance, du nihilisme et du retour éternel du même. Car Nietzsche qui essaie de dépasser la philosophie et la métaphysique, vise à montrer que tout sens est intérieur au monde, le monde lui-même n'ayant pas de sens, puisqu'il se déploie comme jeu.